# Melanargia tithea
Melanargia tithea är en fjärilsart som beskrevs av Lederer 1855. Melanargia tithea ingår i släktet Melanargia och familjen praktfjärilar. Inga underarter finns listade i Catalogue of Life.